# صقر الأردن
صقر الأردن (بالإنجليزية: Jordan Falcon) هي طائرة بدون طيار أردنية لمهام الاستطلاع وبإمكانها حمل شحنة متفجرة.

## نبذة
صقر الأردن هي الطائرة المسيرة التكتيكية الأكثر فعالية، سهلة الاستخدام وذات كلفة بسيطة، حيث تستطيع القيام بمهام مختلفة في مجال الطيران الجوي الآلي. كما تستطيع القيام بلاستكشاف المباشر ليلاً أو نهاراً، الاستشعار عن بعد، الاستطلاع وتحديد الأهداف من على بعد 30 كيلومتر من مجال الرؤية أثناء عملها.
طائرة تكتيكيــة مسيرة قـــادرة علـــى المراقبة الحيـــة ليلاً ونهـــاراً لمسافـة تتراوح 30 كم، كمـا تقـــوم بالإستشعار عن بعــــد ومهامــــات الاستطلاع والمراقبة.
تم تطوير واختبار 3 نماذج مختلفــة من هذه المركبة خلال مرحلة البحث والتطوير.
اكتملت النسخة النهائية مـن المركبـــة وتوشك ان تدخل في مرحلــة دمج مع الطيار الآلي والحمولة النافعة.

## المواصفات
- سرعة السقوط (SLS) - 80 كم/س (50 ميل/س)
- أقصى سرعة (SLS) - 180 كم/س (110 ميل/س)
- سرعة الطيران العادية (SLS) - 120 كم/س (75 ميل/س)
- نطاق التشغيل الأقصى (في هواء ساكن) - 450 كم
- مدة التشغيل - 4 ساعات
- الوزن الأقصى للإقلاع (MGTOW) - 60 كجم (132 رطل)
- الوزن الفارغ - 40 كجم (88 رطل)
- أقصى كمية وقود - 14 كجم (30 رطل)
- حمولة - 6 كجم (13 رطل)